# Eindejaarscorrida van Leuven
De Eindejaarscorrida van Leuven is een loopwedstrijd die sinds 1997 wordt georganiseerd. De stratenloop met intussen meer dan 4.000 deelnemers kent drie afstanden, te weten 4, 8 en 12 kilometer.
De wedstrijd vindt elk jaar de laatste zondag van december plaats in het centrum van Leuven. De start is op de Bondgenotenlaan en de aankomst bevindt zich op het Monseigneur Ladeuzeplein. Deze loopwedstrijd is klein gegroeid. Daring Club Leuven Atletiek (DCLA) is de organisator van dit evenement. Zij organiseren ook de Atletiekmeeting voor Mon ter ere van Mon Vanden Eynde.